# 上木総合研究所
上木総合研究所（うえきそうごうけんきゅうじょ）は日本で活動していたお笑いコンビ。嘗て吉本興業、ワタナベエンターテインメントに所属していた。

## メンバー
- Dr.上木（ドクターうえき、1978年6月20日 - ）

鹿児島県南九州市（旧川辺郡知覧町）出身。ツッコミ担当。本名は上木大介。
趣味はカラオケ。
芸人デビュー前はトヨタ自動車に勤務。24歳から芸人活動を始める。
- ベイビー谷本（ベイビーたにもと、1981年8月29日 - ）

広島県大竹市出身。ボケ担当。本名は谷本智之。
趣味はカラオケ。

## 来歴・概説
- 二人とも吉本総合芸能学院（NSC）大阪校26期生出身。2003年結成。2005年6月1日放送の『ゲンセキ』（TBSテレビ、第15回）に出演。その後、ゲンセキ出演芸人の中からこの後番組『10カラット』のレギュラー出演者に選ばれる。2007年に解散。以後、上木は『キューティー上木』としてピン芸人となり、谷本は男女コンビ『ラブリーミント』で活動した後、ピンで活動。
- ベイビーは番組で共演したとんねるずの木梨憲武に顔のことをいじられ「笑わそうと思って整形した？」と言われたことがある。
- 東京都内のピザチェーンでアルバイト生活をしていたことがある。
- Dr.上木は河村隆一のモノマネが得意である。

## レギュラー番組
- 10カラット（TBSテレビ）2006年3月29日終了

## CM
- イオン（ベイビー谷本のみ）